# プレイ -獲物-
『プレイ-獲物-』（プレイ えもの、Prey）は、マイケル・クライトンが2002年に出版したSF小説。暴走するナノマシンと、人間との戦いを描く。映画化の企画が進行中である。

## あらすじ
ジャック・ハイマンは失業中の専業主夫。かつてはシリコンバレーでも有数のプログラマーだったが、現在は育児と家事に追われている。ある日から、ハイテク企業に勤める妻ジュリアの様子ががらりと変わったことに気づく。また、子供たちに謎の症状が現れたり、妙な人影が出現し始める。
やがて、ジュリアの交通事故と同時に、会社からある極秘の仕事を引き受けることになる。その仕事とはジュリアが関わっていた医療用ナノマシンについてだった。なんと試験中のナノマシンがネバダ州の製造所から漏れ、暴走を開始したというのである。ジャックは企業のエンジニアやかつての同僚達とその封じ込めにかかるが、ナノマシンは一定の知性を備え、周囲の動物を狩っては増殖していた。野放しになったナノマシンは何処かで巣を作っているに違いないなかった。しかし手がかりはなく、次々と襲撃を仕掛けるナノマシンたちに、一人、また一人と犠牲者が増えていく。
一方で、ジャックはナノマシンの漏洩について疑問を持ち始めていた。エンジニアの様子、交通事故の現場にいた謎の男、ジャックのネヴァダ行きに動揺するジュリア……。ジュリアと仲間達は、一体何をしようとしていたのか? そして放たれたナノマシンは一体何処にいるのか?
やがてジャックは、ナノマシンについて驚愕の真実を知ることになる。